# The Only Exception
"The Only Exception" é uma canção da banda americana de rock alternativo Paramore, terceiro single do seu terceiro álbum de estúdio intitulado Brand New Eyes. O vídeo foi lançado em 17 de fevereiro de 2010.
A canção foi muito bem recebida pelos especialistas; contudo algumas criticas negativas foram feitas a composição e pela fraca melodia, porém o vocal de Williams rendeu muitos elogios. Os críticos viram que "The Only Exception" era um tipo diferente de música que a banda costumava fazer. No videoclipe da canção, Williams aparece como uma pessoa que não acredita no amor, principalmente devido ao divórcio dos pais dela quando ela ainda era criança mas ela logo muda de opinião depois de alguns acontecimentos; os demais integrantes da banda aparecem muito pouco no vídeo.
A canção recebeu uma indicação ao Grammy na categoria Melhor Performance Pop por um Duo ou Grupo com Vocais.

## Contexto
"The Only Exception" foi gravado na Primavera de 2009, pela banda Americana de rock alternativo Paramore. A canção foi escrita pelos membros da banda do Paramore, Hayley Williams e Josh Farro; A banda também recebeu o crédito de coprodução. "The Only Exception" foi lançado como terceiro single do álbum de 2009 Brand New Eyes em fevereiro de 2010. Foi notado pelos críticos da música que, Paramore, que costuma escrever e gravar canções mais escuras, principalmente alternativo e de gênero emo, tinha, musicalmente, uma direção diferente com "The Only Exception". As letras da canção pertencem a não acreditar que o amor existe e tentar viver sem ele, principalmente para evitar a rejeição, mas acaba percebendo que ele existe, descrevendo a pessoa como sendo a sua "única exceção". Outro tema da letra, inclui em não acreditar que está em um relacionamento, que pode ser visto na linha: "In the morning, when you wake up/Leave me with some kind of proof it's not a dream". De acordo com a partitura publicada no Musicnotes.com por Alfred Music Publishing, o single foi escrito no compasso de common time. A canção é tocada no tom de B maior e é cantado na faixa vocal de F3 para D5. "The Only Exception" tem um ritmo moderadamente lento de quarenta e oito batidas por minuto.

## Lançamento
A canção foi anunciado como um single em 14 de janeiro, foi anunciado no blog pessoal da banda no LiveJournal. A vocalista Hayley Williams escreveu mais tarde no blog, pedindo para seus fãs criarem cartões de Dia dos Namorados e envia-los para que pudessem usá-los no vídeo, o motivo não foi divulgado na época. Em 28 de janeiro, Brandon Chesbro foi anunciado como o diretor do vídeo, que já havia trabalhado antes com a banda, mais notavelmente no DVD ao vivo The Final Riot!, embora seja a sua primeira vez dirigindo um vídeo para uma música. Ele anunciou no site da banda que o videoclipe seria lançado em 17 de fevereiro, embora o vídeo ter sido postado pelo fã clube da banda no Twitter um dia antes. O vídeo foi, então, oficialmente lançado no site oficial do Paramore e na conta da Fueled by Ramen no YouTube no dia seguinte.

## Significado da música
A canção foi escrita pela vocalista Hayley Williams, ela disse que é a canção mais pessoal que ela já havia escrito. Ela escreveu sobre a relação disfuncional dos seus pais e dizendo não acreditar no amor. Ela escreveu sobre ela não acreditar no amor durante toda a sua vida, e conhece uma pessoa que a faz mudar de ideia e alterar as suas crenças, e sendo esta pessoa "A Única Exceção".

## Videoclipe

Williams no videoclipe da canção. Na cena, Williams é mostrada deitada sobre cartões de Dia dos Namorados enquanto canta o refrão da canção. Os cartões mostrados no vídeo foram feitos por fãs. Chesbro disse que essa é a sua cena favorita do vídeo.

O videoclipe é muito diferente de qualquer um já feito pela banda. Ele começa com a vocalista Hayley Williams deitado em um sofá com o que parece ser seu namorado. No início do vídeo, ela acorda antes dele, escreve "I'm Sorry" (Me desculpe) em um bilhete e sai da sala. Uma vez que quando começa o primeiro verso e cumprimenta seu pai, ela então pega uma foto sem o seu conhecimento e tem uma pequena conversa com ele. Em seguida, ela entra em outra sala, que parece ser o quarto dela, ela então pendura a imagem para seu espelho e é revelado ser uma foto antiga do casamento dos pais. No coro, em seguida, Hayley começa a cantar, deitada em cima dos cartões de Dia dos Namorados feito pelos fãs. Durante o segundo verso, Hayley entra na sala ao lado, um armário de roupas, pelo tempo que ela entra no quarto seguinte, ela está vestindo uma roupa completamente diferente, um vestido preto, em um restaurante. Ela tem pouco tempo para vários homens, e todos vão saindo sem dar tempo para ela conhecê-los, Hayley, em seguida, sai correndo da sala. A sala seguinte é um casamento, Hayley está sentada no banco da frente, sendo também a única vestida de preto, uma vez que a noiva entra, Hayley sai correndo. Ela está, então, em um show, se divertindo com seus amigos, e ela vê seu namorado no meio da multidão. Ela então se lembra de estar com ele em todos os quartos anteriores. Ela então corre para trás através de todos os quartos até que ela chega no sofá, onde o namorado ainda está dormindo. Ela então pega o bilhete e coloca no bolso. O vídeo termina com a Hayley deitada, sorrindo.

## Performances ao vivo
A faixa foi tocada pelo Paramore em muitas ocasiões. A primeira vez que a banda apresentou a canção foi em 1 de novembro de 2009, durante um show em Nashville. Depois eles tocaram uma versão ao vivo da canção no The Ellen DeGeneres Show.
A banda então se apresentou com "The Only Exception" no MTV Video Music Awards de 2010 em 12 de setembro de 2010.

## The Only Exception EP
The Only Exception EP é o terceiro extended play (EP) da banda Paramore lançado exclusivamente para o iTunes Store, em 28 de setembro de 2010.

## Faixas
| 7" vinil |                      |                                            |         |  |
| N.º      | Título               | Compositor(es)                             | Duração |  |
| 1.       | "The Only Exception" | Hayley Williams, Josh Farro e Taylor York. | 4:27    |  |

| The Only Exception EP |                                                        |         |  |
| N.º                   | Título                                                 | Duração |  |
| 1.                    | "The Only Exception"                                   | 4:27    |  |
| 2.                    | "The Only Exception" (Ao vivo de Nova 100 Austrália)   | 4:33    |  |
| 3.                    | "The Only Exception"                                   | 4:27    |  |
| 4.                    | "Digital Booklet - The Only Exception (Deluxe Single)" |         |  |

## Créditos
A seguir, pessoas que contribuíram para "The Only Exception":
| - Produção - Rob Cavallo - produtor - Paramore - co-produtor - Chris Lord-Alge - mixagem - Ted Jensen - masterização - Doug McKean - engenheiro - Jamie Muhoberac - teclado, órgão | - Paramore - Hayley Williams – vocalista principal - Josh Farro – guitarra rítmica, guitarra acústica, vocal de apoio - Taylor York – guitarra solo, guitarra acústica - Jeremy Davis – baixo elétrico - Zac Farro – bateria, percussão |

## Desempenho, certificações e processão
De início, "The Only Exception" não chegou a perdurar em nenhuma parada da Billboard nos Estados Unidos mas com o tempo o single ganhou um pouco de força e acabou se tornando o mais bem sucedido da banda, alcançando a posição #24 na Billboard Hot 100. A canção também teve grande sucesso internacionalmente chegando ao topo das paradas de sucesso de vários países. "The Only Exception" estreou como #38 nas paradas da Nova Zelândia em 22 de fevereiro de 2010. Depois a canção continuou a subir nas paradas deste país até chegar a posição #13, e "The Only Exception" acabou se firmando na posição #13 neste país. Após três semanas nas paradas, "The Only Exception" chegou ao Top 10 como #9 no Reino Unido nas paradas da Rock Chart em 8 de março de 2010. "The Only Exception" estrou na posição de número cinquenta e nove no Brasil Hot 100 Airplay em junho de 2010, se tornando o primeiro single da banda a entrar nas paradas brasileiras, e conseguindo atingir nos mêses seguintes, a posição #32.
| Paradas musicais (2010)       | Melhor posição |
| ----------------------------- | -------------- |
| Austrália Singles Chart       | 17             |
| Brasil Hot 100 Airplay        | 32             |
| Canadá Hot 100                | 25             |
| Europa Hot 100 Singles        | 72             |
| Irlanda Singles Chart         | 28             |
| Israel Singles Chart          | 4              |
| Nova Zelândia Singles Chart   | 13             |
| UK Rock Chart                 | 1              |
| UK Singles Chart              | 31             |
| Billboard Hot 100             | 24             |
| Mainstream Top 40 (Pop Songs) | 12             |
| Hot 100 Airplay (Radio Songs) | 32             |
| Hot Digital Songs             | 17             |
| Hot Adult Top 40 Tracks       | 12             |

| País                    | Posição |
| ----------------------- | ------- |
| Austrália Singles Chart | 75      |
| Billboard Hot 100       | 93      |

| País           | Certificação (limiares de vendas) |
| -------------- | --------------------------------- |
| Austrália      | Platina                           |
| Estados Unidos | 2× Platina                        |
| Nova Zelândia  | Ouro                              |
| Reino Unido    | Prata                             |

## Cover deGlee
A canção foi executada em um episódio dedicado a Britney Spears intitulado "Britney/Brittany" da série de televisão dos EUA Glee, que foi ao ar em 28 de setembro de 2010. Lea Michele, na pele da personagem Rachel Berry, cantou a canção no final do episódio como um pedido de desculpas para o namorado Finn Hudson, personagem de Cory Monteith. A execução foi elogiada pela maioria dos críticos, com Erica Futterman da Rolling Stone chamando-o de "deslumbrante e delicado" e Tim Stack da Entertainment Weekly elogiando-o como um episódio "lindo e emocionalmente agradável". Hayley Williams elogiou os vocais de Michele através de sua conta do Twitter. O cover foi lançado como single e alcançou a posição número vinte e dois no Canadá e na Irlanda, vinte e seis nos EUA, e sessenta na Austrália, com vendas de aproximadamente 89.000 cópias segundo a Nielsen SoundScan dos Estados Unidos.